# Nombre de pluma
Un nombre de pluma, también llamado nom de plume o doble literario, es un seudónimo (o, en algunos casos, una variante de un nombre real) adoptado por un autor o autora e impreso en la portada o en el pie de autor de sus obras en lugar de su nombre real. Se puede usar un nombre de pluma para hacer que el nombre del autor sea más distintivo, para disfrazar el género del autor, para distanciar al autor de sus otras obras, para proteger al autor de represalias por sus escritos, para fusionar varias personas en un solo autor identificable, o por una serie de razones relacionadas con el marketing o la presentación estética de la obra. El nombre real del autor puede que sea conocido solo por el editor o llegar a ser de conocimiento público. Si bien el término «nombre de pluma» se usa tanto en España como en las Américas, es un extranjerismo y no aparece registrado en el Diccionario de la Real Academia Española de la Lengua.

## Literatura occidental

### Europa y Estados Unidos
Un autor puede usar un nombre de pluma o seudónimo cuando es probable que su nombre real se confunda con el de otro autor u otra persona importante. Por ejemplo, a partir de 1899 el político británico Winston Churchill escribió bajo el nombre de Winston S. Churchill para distinguir sus escritos de los del novelista estadounidense del mismo nombre, que en ese momento era mucho más conocido.
Un autor puede usar un seudónimo que implica un rango o título que nunca ha tenido. William Earl Johns escribió bajo el nombre de "Capitán W. E. Johns", aunque el rango militar más alto que alcanzó fue el de teniente interino y su rango más alto en la fuerza aérea fue el de oficial de vuelo.
Autores que escriben regularmente en más de un género pueden usar diferentes seudónimos para cada uno, a veces sin intentar ocultar una verdadera identidad. La escritora de novelas rosa Nora Roberts escribe thrillers eróticos bajo el seudónimo de J. D. Robb (tales libros se titulan "Nora Roberts escribiendo como J.D. Robb"). El escritor escocés Iain Banks escribió ficción literaria o convencional con su propio nombre y publicó ciencia ficción con el nombre de Iain M. Banks. Samuel Langhorne Clemens utilizó los alias de Mark Twain y Sieur Louis de Conte para diferentes obras. De manera similar, un autor que escribe tanto ficción como no ficción (como el matemático y escritor de fantasía Charles Dodgson, quien escribió como Lewis Carroll) puede usar un nombre de pluma para escribir ficción. El autor de ciencia ficción Harry Turtledove ha usado el nombre de H. N.Turtletaub para varias novelas históricas que ha escrito porque él y su editor sintieron que las ventas presumiblemente más bajas de esas novelas podrían afectar los pedidos de las librerías para las novelas que escribiese bajo su propio nombre.
Ocasionalmente se emplea un nombre de pluma para evitar la sobreexposición. Los prolíficos escritores de revistas pulp a menudo tenían dos y, a veces, tres relatos que aparecían en un solo número de una revista. En consecuencia, los editores creaban varios nombres de autor ficticios para ocultarle esto a los lectores. Robert A. Heinlein escribió historias bajo los seudónimos de Anson MacDonald (una combinación de su segundo nombre y el apellido de soltera de su esposa de entonces) y de Caleb Strong para que más de sus obras pudieran publicarse en una sola revista. Stephen King publicó cuatro novelas bajo el nombre de Richard Bachman porque los editores no creían que el público fuera a comprar más de una novela del mismo autor en un mismo año. Eventualmente, una vez los críticos encontraron una gran cantidad de semejanzas en su estilo, los editores revelaron la verdadera identidad de Bachman.
A veces se usa un nombre de pluma porque un autor cree que su nombre no se ajusta al género en el que está escribiendo. El novelista de novelas del Oeste Pearl Grey abandonó su nombre de pila y cambió la ortografía de su apellido para convertirse en Zane Grey, porque creía que su nombre real no iba bien con el género del Wéstern. La novelista romántica Angela Knight escribe con ese nombre en lugar de su nombre real (Julie Woodcock) debido al doble sentido implícito en su apellido en idioma inglés en el contexto de ese género (wood, madera, se usa en slang para referirse a una erección, en tanto que cock (lit. gallo) es un slang para 'pene'). Romain Gary, un conocido escritor francés, decidió en 1973 escribir novelas en un estilo diferente bajo el nombre de Émile Ajar e incluso pidió al hijo de su primo que se hiciera pasar por Ajar; así recibió dos veces el premio literario francés más prestigioso, lo que está prohibido por las reglas del premio. Reveló el asunto en un libro que envió a su editor justo antes de suicidarse en 1980.
En España, Carmen Mola fue el seudónimo  con el que los escritores Jorge Díaz, Agustín Martínez y Antonio Mercero publicaron la saga de novelas iniciada con La novia gitana en 2018. La identidad verdadera de estos autores se conoció en octubre de 2021, cuando ganaron el Premio Planeta con su nueva novela La Bestia.
Algunos seudónimos o nombres de pluma se han utilizado durante largos períodos, incluso décadas, sin que se descubra la verdadera identidad del autor, como en los casos de Elena Ferrante y Torsten Krol.
Un nombre de pluma puede también ser compartido por diferentes escritores para sugerir la continuidad de la autoría. Así, la serie Bessie Bunter de historias sobre internados ingleses, inicialmente escrita por el prolífico Charles Hamilton bajo el nombre de Hilda Richards, fue adoptada por otros autores que continuaron usando el mismo seudónimo.
En algunas formas de ficción, el seudónimo adoptado es el nombre del personaje principal, para sugerir al lector que el libro es una autobiografía (ficticia). Daniel Handler utilizó el seudónimo de Lemony Snicket para presentar sus libros A Series of Unfortunate Events como memorias de un conocido de los personajes principales. Algunos, sin embargo, hacen esto para adaptarse a un tema determinado. Un ejemplo, Pseudónimo Bosch, usó su nombre de pluma solo para expandir el tema del secreto en The Secret Series.
Los autores también pueden elegir ocasionalmente seudónimos para que aparezcan en posiciones más favorables en librerías o bibliotecas, para maximizar la visibilidad cuando se colocan en estantes que están dispuestos convencionalmente alfabéticamente moviéndose horizontalmente y luego hacia arriba verticalmente.

### Autoras femeninas
Algunas autoras han utilizado nombres de pluma para asegurarse de que sus obras fueran aceptadas por los editores y/o el público. Tal es el caso de la peruana Clarinda, cuya obra fue publicada a principios del siglo XVII. Más a menudo, las mujeres han adoptado seudónimos masculinos. Esto era común en el siglo XIX, cuando las mujeres comenzaron a incursionar en la literatura, pero se pensaba que los lectores no las tomarían tan en serio como los autores masculinos. Por ejemplo, Mary Ann Evans escribió bajo el seudónimo de George Eliot, y Amandine Aurore Lucile Dupin, Baronne Dudevant, utilizó el seudónimo de George Sand. Charlotte, Emily y Anne Brontë publicaron bajo los nombres de Currer, Ellis y Acton Bell respectivamente. La escritora y poeta franco-saboyana Amélie Gex decidió publicar como Dian de Jeânna ("John, hijo de Jane") durante la primera mitad de su carrera. El muy exitoso Memorias de África (1937) de Karen Blixen se publicó originalmente bajo el nombre de pluma de Isak Dinesen. Victoria Benedictsson, una autora sueca del siglo XIX, escribió bajo el nombre de Ernst Ahlgren. La autora de ciencia ficción Alice B. Sheldon publicó durante muchos años bajo el nombre masculino de James Tiptree, Jr., cuyo descubrimiento llevó a una profunda discusión sobre género en este género literario.
Más recientemente, mujeres que escriben en géneros comúnmente escritos por hombres a veces optan por utilizar iniciales, como K. A. Applegate, C. J. Cherryh, P. N. Elrod, D. C. Fontana, S. E. Hinton, G. A. Riplinger, J. D. Robb y J. K. Rowling. Alternativamente, pueden usar un nombre de pluma unisex, como Robin Hobb (el segundo seudónimo de la novelista Margaret Astrid Lindholm Ogden).

### Nombres colectivos
Un nombre colectivo, también conocido como nombre de casa, a veces se usa en series de ficción publicadas bajo un solo seudónimo, aunque más de un autor haya contribuido a la serie. En algunos casos, los primeros libros de la serie fueron escritos por un solo escritor, pero los libros posteriores son escritos por escritores fantasmas. Por ejemplo, muchos de los últimos libros de la serie de aventuras The Saint no fueron escritos por Leslie Charteris, el creador de la serie. Del mismo modo, los libros de misterio de Nancy Drew se publican como si hubieran sido escritos por Carolyn Keene, los libros de The Hardy Boys se publican como obra de Franklin W. Dixon y la serie The Bobbsey Twins se atribuye a Laura Lee Hope, aunque numerosos autores han participado en cada serie. Erin Hunter, autora de la serie de novelas Lo gatos guerreros, es en realidad un seudónimo colectivo utilizado por los autores Kate Cary, Cherith Baldry, Tui T. Sutherland y la editora Victoria Holmes.
Los autores colaborativos también pueden publicar sus trabajos con un solo seudónimo. Frederic Dannay y Manfred B. Lee publicaron sus novelas e historias de misterio con el seudónimo de Ellery Queen, además de publicar el trabajo de escritores fantasmas con el mismo nombre. Los escritores de Atlanta Nights, un libro deliberadamente malo destinado a avergonzar a la editorial PublishAmerica ,[cita requerida] usaron el nombre de pluma de Travis Tea. Además, el autor acreditado de The Expanse, James S. A. Corey, es una amalgama de los segundos nombres de los escritores colaboradores Daniel Abraham y Ty Franck respectivamente, mientras que S. A. son las iniciales de la hija de Abraham. A veces, varios autores escriben libros relacionados con el mismo seudónimo; ejemplos incluyen a T. H. Lain en la ficción.[cita requerida] Las colaboradoras de ficción australianas que escriben bajo el seudónimo de Alice Campion son un grupo de mujeres que hasta ahora han escrito dos novelas juntas: The Painted Sky (2015) / Der Bunte Himmel (2015) escrita por cinco escritoras y The Shifting Light (2017) por cuatro.
En la década de 1780, The Federalist Papers fue escrita bajo el seudónimo de "Publius" por Alexander Hamilton, James Madison y John Jay. Los tres hombres escogieron el nombre de "Publius" porque recordaba al fundador de la república romana y usarlo implicaba una intención positiva.
En matemáticas puras, Nicolas Bourbaki es el seudónimo de un grupo de matemáticos conectados, en su mayoría franceses, que intentan exponer el campo en una forma enciclopédica axiomática y autónoma.

### Ocultamiento de la identidad
Se puede usar un seudónimo para proteger al escritor de libros de exposición sobre espionaje o crimen. El ex soldado del SAS Steven Billy Mitchell utilizó el seudónimo de Andy McNab para su libro sobre una misión fallida del SAS titulada Bravo Two Zero. El nombre de Ibn Warraq ("hijo de un fabricante de papel") ha sido utilizado por autores musulmanes disidentes. El autor Brian O'Nolan usó los seudónimos de Flann O'Brien y Myles na gCopaleen para sus novelas y escritos periodísticos desde la década de 1940 hasta la de 1960 porque a los funcionarios irlandeses no se les permitía en ese momento publicar obras con sus propios nombres.[cita requerida] La identidad del enigmático novelista del siglo XX B. Traven nunca ha sido revelada de manera concluyente, a pesar de una investigación exhaustiva.[cita requerida]
Un nombre de uso múltiple o seudónimo de anonimato es un seudónimo abierto para que cualquiera lo use y ha sido adoptado por varios grupos, a menudo como protesta contra el culto a los creadores individuales. En Italia, dos grupos anónimos de escritores han ganado cierta popularidad con los nombres colectivos de Luther Blissett y Wu Ming.

## Literatura oriental

### India
En las lenguas indias, los escritores pueden poner un nombre de pluma al final de sus nombres, como Ramdhari Singh Dinkar. A veces también escriben bajo su seudónimo sin su nombre real como lo hace Firaq Gorakhpuri.
En la literatura india antigua, encontramos autores que evitan usar cualquier nombre por considerarlo egoísta. Debido a esta noción, incluso hoy en día es difícil rastrear la autoría de muchas obras literarias antiguas de la India. Posteriorrmente se encuentra que los escritores adoptaron la práctica de usar el nombre de la deidad que adoraban o el nombre de su Gurú como seudónimos. En este caso, normalmente el seudónimo se incluía al final de la prosa o poesía.
Compositores de música clásica india utilizaban nombres de pluma en las composiciones para demostrar su autoría, incluyendo a Sadarang, Gunarang (Fayyaz Ahmed Khan), Ada Rang (músico de la corte de Muhammad Shah ), Sabrang (Bade Ghulam Ali Khan) y Ramrang (Ramashreya Jha). Otras composiciones se atribuyen apócrifamente a compositores con sus nombres de pluma.

### Japón
Los poetas japoneses que escriben haiku suelen utilizar un haigō (俳 号). El poeta haiku Matsuo Bashō había usado otros dos haigō antes de que encariñarse con una planta de banano (bashō) que le había obsequiado un discípulo y comenzó a usar su nombre como su nombre de pluma a la edad de 36 años.
Al igual que un nombre de pluma, los artistas japoneses usualmente tienen un gō o nombre artístico, que puede cambiar varias veces durante su carrera. En algunos casos, algunos artistas adoptaban diferentes gō en diferentes etapas de su carrera, generalmente para marcar cambios significativos en su vida. Uno de los ejemplos más extremos de esto es Hokusai, que solo en el período de 1798 a 1806 usó no menos de seis. El mangaka Ogure Ito usa el nombre de pluma Oh! Great porque su nombre real Ogure Ito suena relativamente parecido a la pronunciación japonesa de la frase en inglés "oh, great".

### Poesía persa y urdu
Un shâ'er (en persa y del árabe, "poeta"), literalmente un poeta que escribe she'rs en urdu o persa, casi siempre tiene un "takhallus", un nombre de pluma, tradicionalmente colocado al final del nombre (a menudo marcado por un signo gráfico ـؔ ؔ que se le coloca encima) al referirse al poeta por su nombre completo. Por ejemplo, Hafez es el nombre de pluma de Shams al-Din, por lo que la forma habitual de referirse a él sería Shams al-Din Hafez o simplemente Hafez. A Mirza Asadullah Baig Khan (su nombre y título oficial) se le conoce como Mirza Asadullah Khan Ghalib, o simplemente Mirza Ghalib.

## Etimología
La frase francesa nom de plume se sigue considerando ocasionalmente como sinónima del término "seudónimo": se trata de una "traducción inversa" y se originó en Inglaterra y no en Francia. H. W, Fowler y F. G. Fowler, en The King's English afirman que el término nom de plume "evolucionó" en Gran Bretaña, donde las personas que querían una frase "literaria" no lograban entender el término nom de guerre, que ya existía en francés. Dado que guerre significa "guerra" en francés, nom de guerre no tenía sentido para los británicos, que no entendían la metáfora francesa.